# Svartmyra
Svartmyra (Lasius niger), även kallad svart tuvmyra eller trädgårdsmyra, är en myrart som först beskrevs av Carl von Linné 1758.  Trädgårdsmyra ingår i släktet Lasius, och familjen myror. Arten är reproducerande i Sverige.
Svartmyran är vanlig i Sverige. Den är helsvart och 2–4 millimeter lång och därmed mindre än den röda skogsmyran. Svartmyrorna bygger sina bon i marken, ofta under stenar eller i grästuvor. Svartmyror brukar ibland bli ett problem, då de bosätter sig i bostäder och förökar sig intensivt. I vissa fall brukar man locka bort dem med socker eller liknande för att leda bort dem. Man kan även använda sig av olika huskurer eller bekämpningsmedel för att bland annat avskräcka dem.

## Underarter
Arten delas in i följande underarter:
- L. n. niger
- L. n. pinetorum

## Myrsamhället
Svartmyrorna är monogyna, vilket betyder att deras samhälle endast har en drottning. Vid sidan om henne finns sterila arbetarhonor som sköter kolonins sysslor. Könsmogna myror (bevingade hanar och honor) utvecklas vid speciella tider och finns således inte normalt i myrsamhället. Dessa bevingade könsdjur flyger på utvalda dagar ut från kolonin och parar sig med andra ur samma art. Hos svartmyror sker detta oftast kring varma och fuktiga dagar i slutet på juli.
Myrans kön bestäms redan före äggläggningen. Hanarna kläcks ur obefruktade ägg, honorna ur ägg som är befruktade på vanligt sätt. En rad faktorer under larvtiden avgör om en larv ska utvecklas till bevingad hona eller steril arbetare, bland annat vilken näring som tillförs och omgivningens temperatur under den tid när larven utvecklas.
Hanens enda funktion är att para sig. Parningen sker i luften och man säger då att myrorna svärmar. Efter parningen dör hanen. Honan knipsar av sina vingar och uppsöker en lämplig plats för att starta ett nytt myrsamhälle.
Svartmyrorna övervintrar på frostfritt djup och ligger hela vintern i dvala.

## Föda
Svartmyran lever av honungsdagg – som den mjölkar från bladlöss – växtsafter, pollen, insekter och spindeldjur.

## Bildgalleri

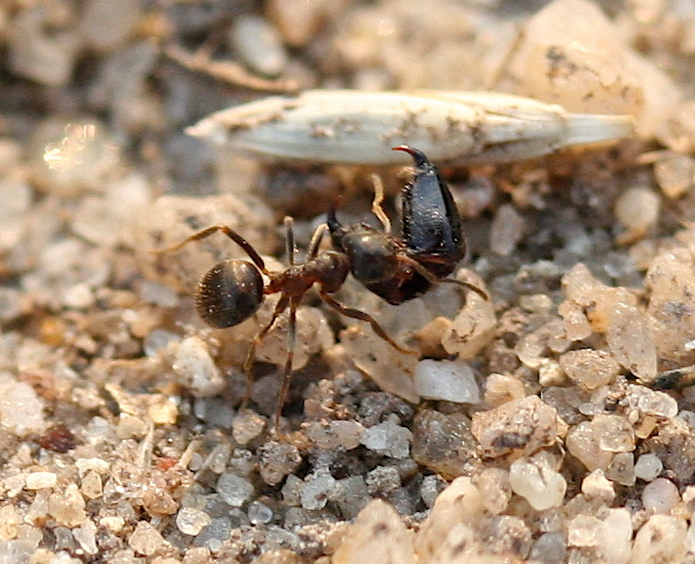
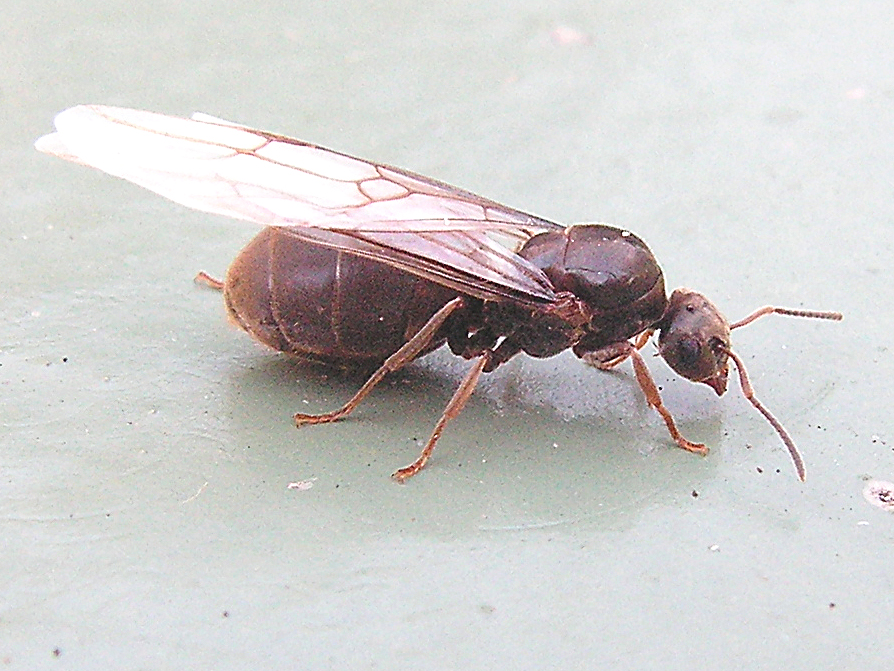
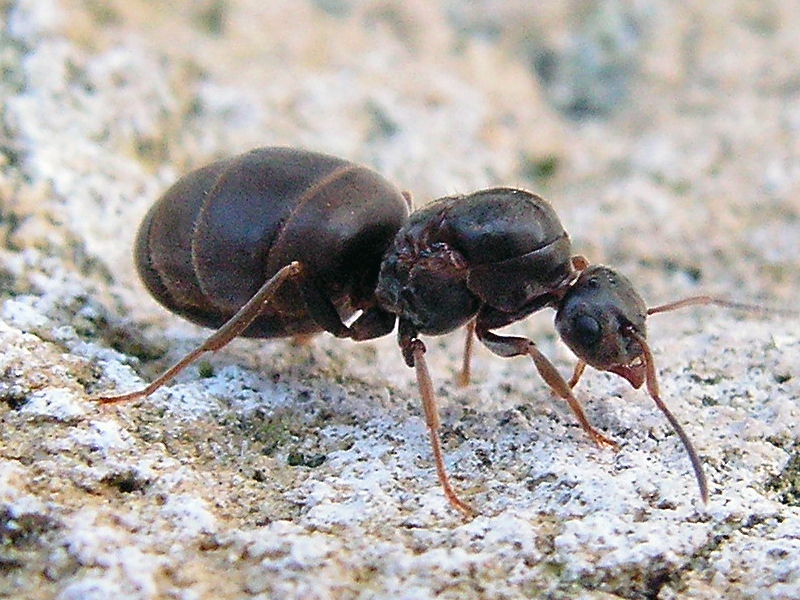